# واکنش گوالد
واکنش گوالد(به انگلیسی: Gewald reaction) یک نام واکنش از نوع واکنش‌های چندجزئی در شیمی آلی است که طی آن یک کتون (یا آلدهید) با یک آلفا-سیانواستر طی یک واکنش تراکمی و در حضور گوگرد خالص، استخلاف پلیمری ۲-آمینو-تیوفن را  تولید می‌کند. این واکنش به افتخار شیمیدان آلمانی کارل گوالد (Karl Gewald) نامگذاری شده است.

## سازوکار
سازوکار پیشنهادی برای این واکنش به صورت زیر است: